# St. Katharina (Riedis)

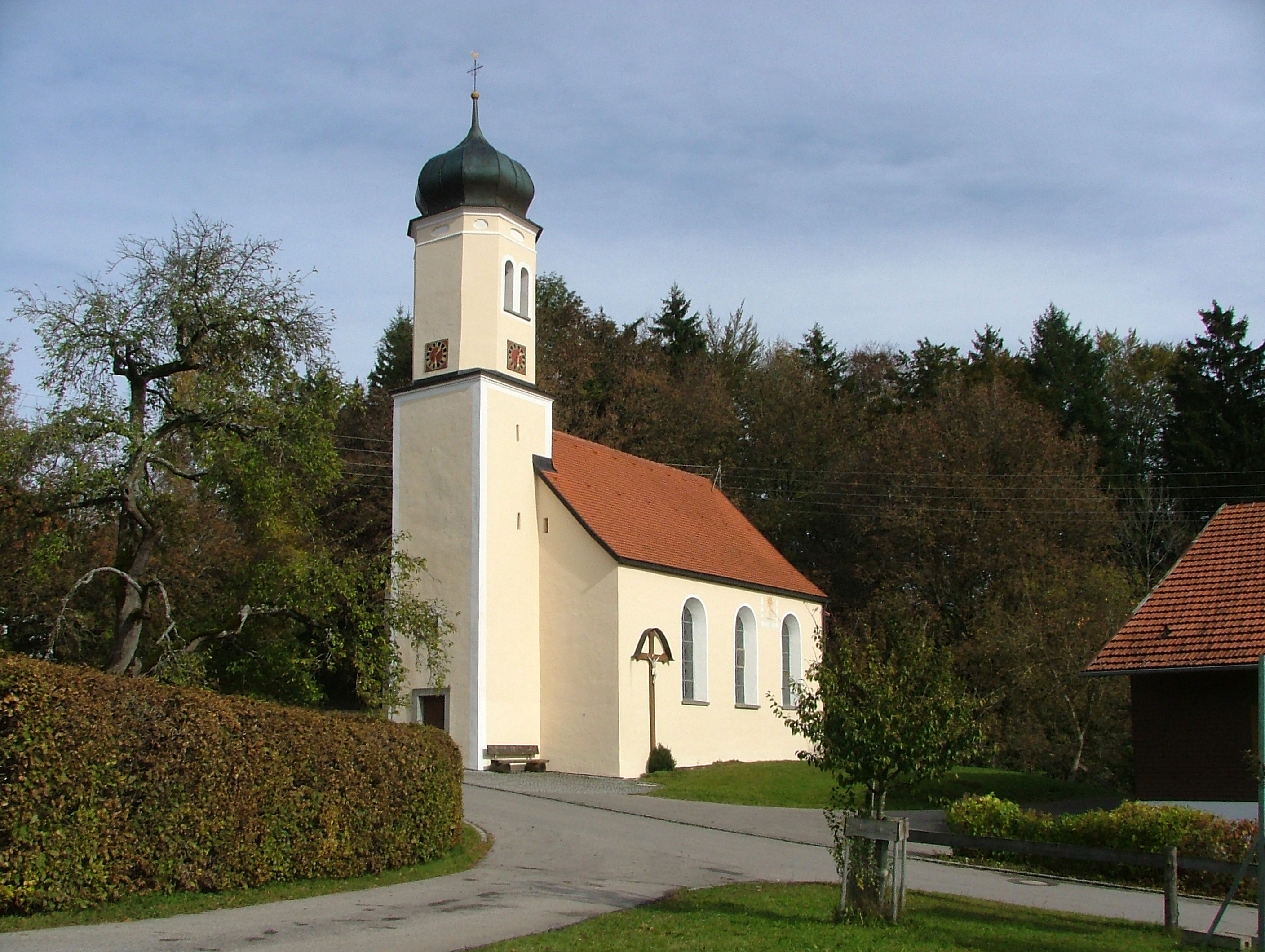
St. Katharina in Riedis

Die römisch-katholische Filialkirche St. Katharina steht in Riedis, einem Gemeindeteil von Oy-Mittelberg im schwäbischen Landkreis Oberallgäu in Bayern. Sie gehört zur Pfarrei St. Peter und Paul in Petersthal. Das Bauwerk ist in der Liste der Baudenkmäler in Oy-Mittelberg als Baudenkmal unter der Nr. D-7-80-128-44 eingetragen.

## Beschreibung
Die Mitte des 15. Jahrhunderts erbaute Saalkirche besteht aus einem Langhaus, einem eingezogenen, dreiseitig geschlossenen Chor im Osten und einem Kirchturm auf quadratischem Grundriss im Westen, der um 1700 mit einem Geschoss mit abgeschrägten Ecken, das die Turmuhr und den Glockenstuhl beherbergt, aufgestockt und mit einer Zwiebelhaube bedeckt wurde. Der Innenraum des Langhauses ist mit einer Flachdecke überspannt, der des Chors mit einem Stichkappengewölbe. Der 1739/40 eingebrachte Stuck mit Bandelwerk wird Joseph Fischer zugeschrieben. Der Hochaltar wird von den Statuen der Katharina von Alexandrien und des heiligen Sebastian flankiert, die vom Umkreis des Ivo Strigel stammen. Die Seitenaltäre vom Ende des 17. Jahrhunderts werden Nikolaus Babel zugeschrieben.